# Sirzenich
Sirzenich ist ein Ortsbezirk der Ortsgemeinde Trierweiler im Landkreis Trier-Saarburg in Rheinland-Pfalz mit etwa 1.400 Einwohnern.

## Lage
Die Ortschaft befindet sich in der Südeifel nahe der Grenze zu Luxemburg, die hier von der Sauer gebildet wird. Der Ort liegt erhöht über dem Tal des Sirzenicher Bachs, einem linken Zufluss der Mosel, auf einer Höhe von etwa 350 m ü. NHN im Ortszentrum und steigt bis 385 m ü. NHN auf der Aacher Höhe an.
Zum Ortsteil Sirzenich gehört auch der Wohnplatz Schützenhaus und ein Teil von Neuhaus.
Trierweiler befindet sich etwa 2,5 Kilometer (km, alle Entfernungsangaben in Luftlinie) westlich, Trier gut 3 km östlich und die Stadt Luxemburg 35 km südwestlich.

## Geschichte
Im Jahre 975 wird der Ort als „Sarceni“ erstmals urkundlich erwähnt. Es gibt aber Hinweise (Grabungsfunde) darauf, dass die Ortslage schon zur Eisenzeit von den Kelten und danach von den Römern besiedelt war. Die Römerstraße Trier–Köln verlief in Ortsnähe.
Nach der Inbesitznahme des Linken Rheinufers durch französische Revolutionstruppen war der Ort von 1798 bis 1814 Teil der Französischen Republik (bis 1804) und anschließend des Französischen Kaiserreichs. Nach der Niederlage Napoleons kam Sirzenich 1815 aufgrund der auf dem Wiener Kongress getroffenen Vereinbarungen zum Königreich Preußen. Der Ort wurde dem Landkreis Trier im Regierungsbezirk Trier zugeordnet, der 1822 Teil der neu gebildeten Rheinprovinz wurde.
Als Folge des Ersten Weltkriegs gehörte die gesamte Region zum französischen Teil der Alliierten Rheinlandbesetzung. Nach dem Zweiten Weltkrieg wurde Sirzenich innerhalb der französischen Besatzungszone Teil des damals neu gebildeten Landes Rheinland-Pfalz.
Im Rahmen der Mitte der 1960er Jahre begonnenen rheinland-pfälzischen Gebiets- und Verwaltungsreform wurde der Landkreis Trier am 7. Juni 1969 aufgelöst. Sirzenich gehörte zu dem größeren Kreisteil, der mit dem Landkreis Saarburg zum neuen Landkreis Trier-Saarburg vereinigt wurde. Am 20. März 1971 wurde aus den beiden bis zu diesem Zeitpunkt selbständigen Gemeinden Sirzenich (mit seinerzeit 680 Einwohnern (E.)) und Trierweiler (508 E.) eine neue Gemeinde Trierweiler gebildet. Am 16. März 1974 kamen noch die Gemeinden Udelfangen (245 E./Stand 1974) und Fusenich mit 94 E. in Form einer Eingemeindung hinzu.

## Politik

### Ortsbezirk
Sirzenich ist gemäß Hauptsatzung einer von vier Ortsbezirken der Ortsgemeinde Trierweiler. Der Ortsbezirk umfasst das Gebiet der früheren Gemeinde. Die Interessen des Ortsbezirks werden durch einen Ortsbeirat und durch einen Ortsvorsteher vertreten.

### Ortsbeirat
Der Ortsbeirat besteht aus neun Mitgliedern, die bei der Kommunalwahl am 9. Juni 2024 in einer personalisierten Verhältniswahl gewählt wurden, und dem ehrenamtlichen Ortsvorsteher als Vorsitzendem.
Die Sitzverteilung:
| Wahl | SPD | CDU | FWG (*) | Gesamt  |
| ---- | --- | --- | ------- | ------- |
| 2024 | 2   | 2   | 5       | 9 Sitze |
| 2019 | 3   | 2   | 4       | 9 Sitze |
| 2014 | 3   | 2   | 4       | 9 Sitze |
| 2009 | 3   | 3   | 3       | 9 Sitze |

### Ortsvorsteher
Toni Schneider (FWG) wurde am 8. August 2019 Ortsvorsteher von Sirzenich. Bei der Direktwahl am 26. Mai 2019 war er mit einem Stimmenanteil von 81,02 % gewählt worden. Bei der Direktwahl am 9. Juni 2024 wurde er als einziger Bewerber mit 73,0 % für weitere fünf Jahre in seinem Amt bestätigt.
Schneiders Vorgänger Bernhard Hoffmann (SPD) hatte das Amt von 2004 bis 2019 ausgeübt.

## Kulturdenkmäler
Unter Denkmalschutz steht die Katholische Filialkirche St. Johannes Evangelist, deren Chor auf das Jahr 1436 datiert wird, während der Saalbau von 1681 ist.

## Wirtschaft und Infrastruktur

### Verkehr
- Straße: Die nächsten Autobahnen sind die Bundesautobahn 64 unmittelbar im Norden mit der Ausfahrt Nr. 3 „Trier“ sowie die Bundesautobahn 1 im Osten. Die Bundesstraße 51 verläuft etwa einen Kilometer nordöstlich. Es gibt regelmäßige Busverbindungen nach Trier und in die umliegenden Orte.
- Schiene: Trier Hauptbahnhof ist der nächste Bahnhof.
- Flugverkehr: Die nächstgelegenen Verkehrslandeplätze sind der Flugplatz Trier-Föhren und der Flugplatz Bitburg; internationale Flughäfen sind der Flughafen Luxemburg und der Flughafen Frankfurt-Hahn.

### Wirtschaft

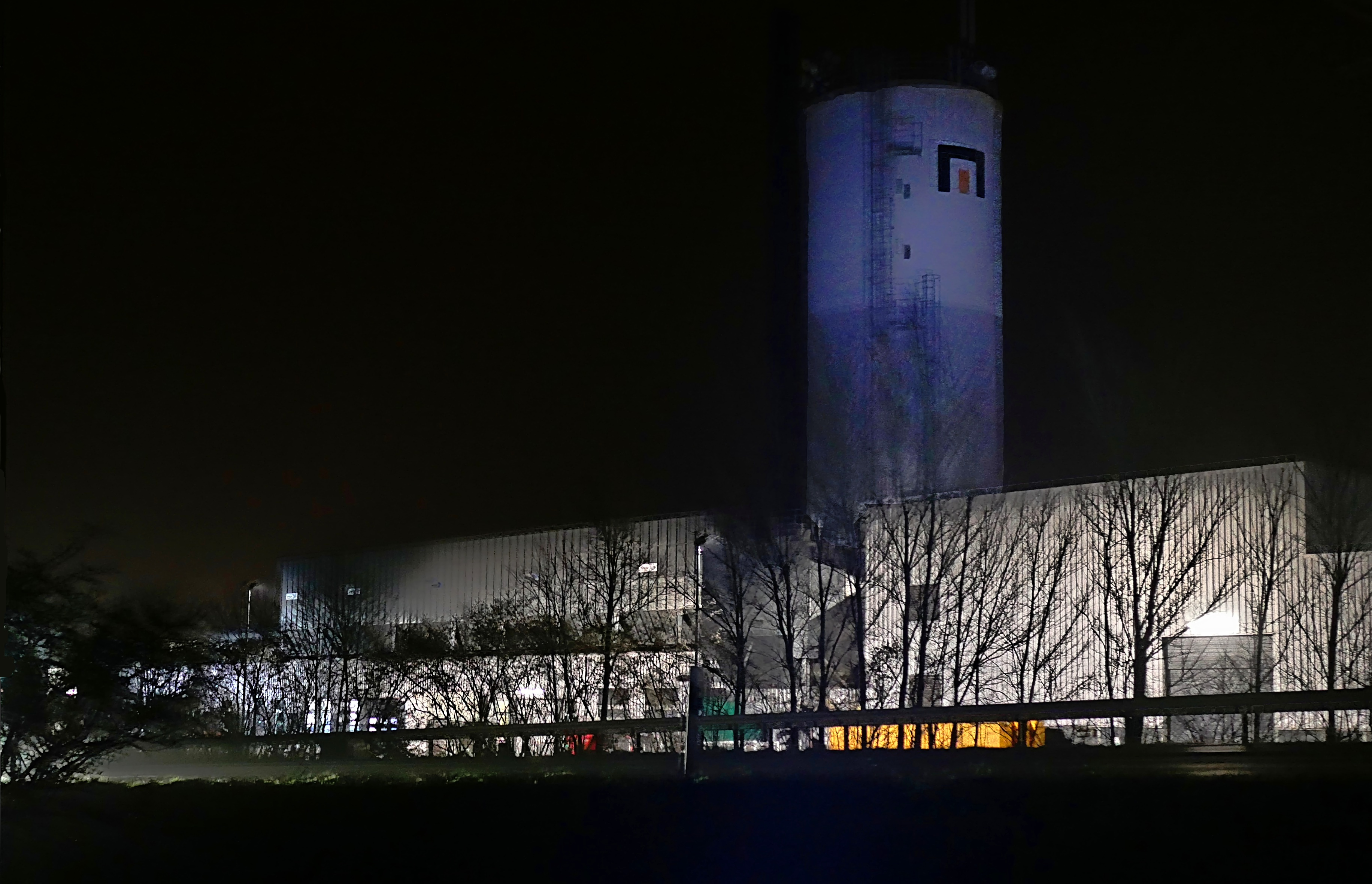
Industrieanlage
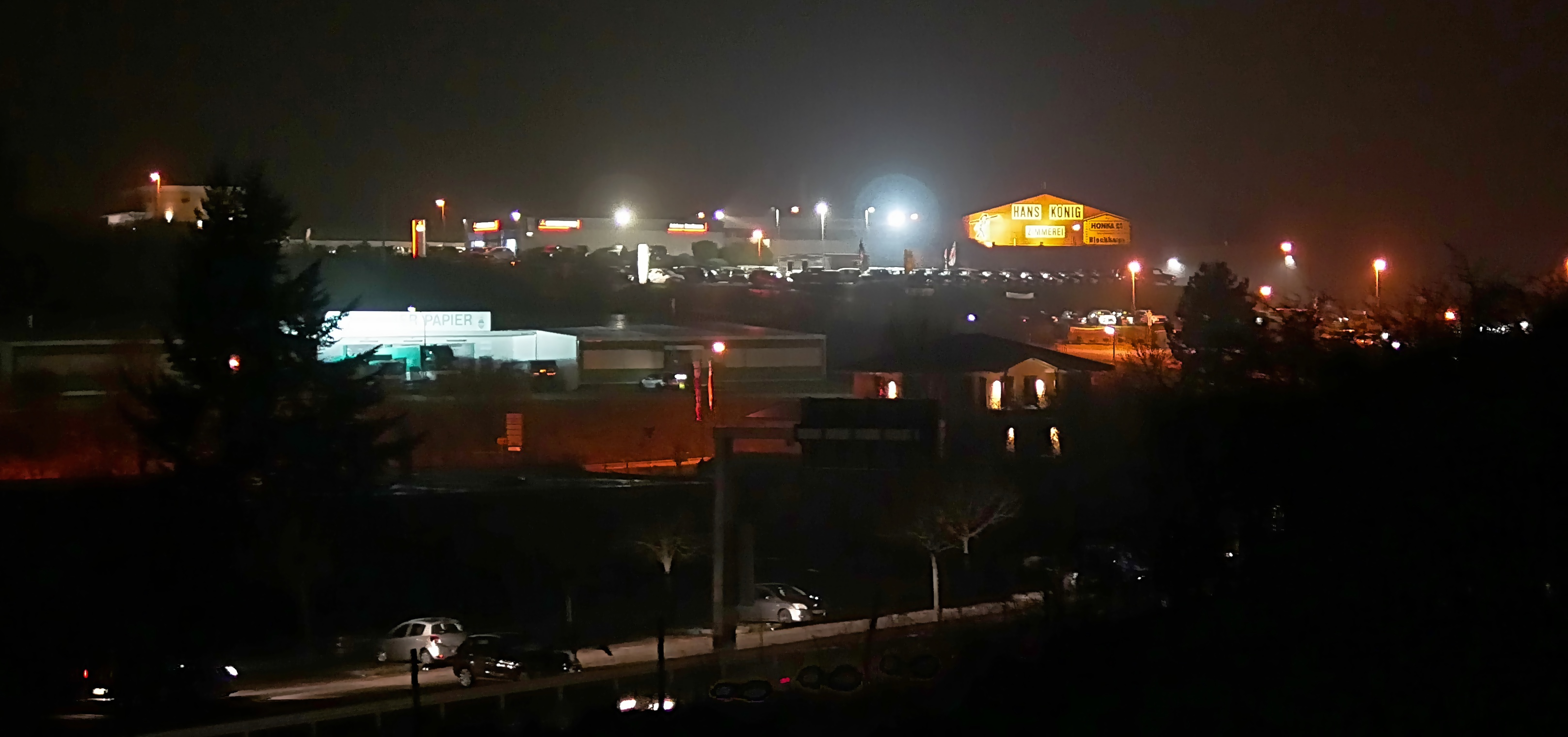
Industrieanlage

Die Landwirtschaft spielt heute kaum noch eine Rolle.
Im Ort gibt es einige mittelständische Handwerks- und Dienstleistungsunternehmen. Im Industriegebiet Trierweiler-Sirzenich, verkehrsgünstig an der A 64 und der B 51 gelegen, haben sich etliche Gewerbebetriebe angesiedelt. Touristische Infrastruktur ist lediglich ansatzweise vorhanden.

## In Sirzenich geboren
- Bernhard Schneider (* 1959), katholischer Theologe und Kirchenhistoriker